# Глушник (зброя)

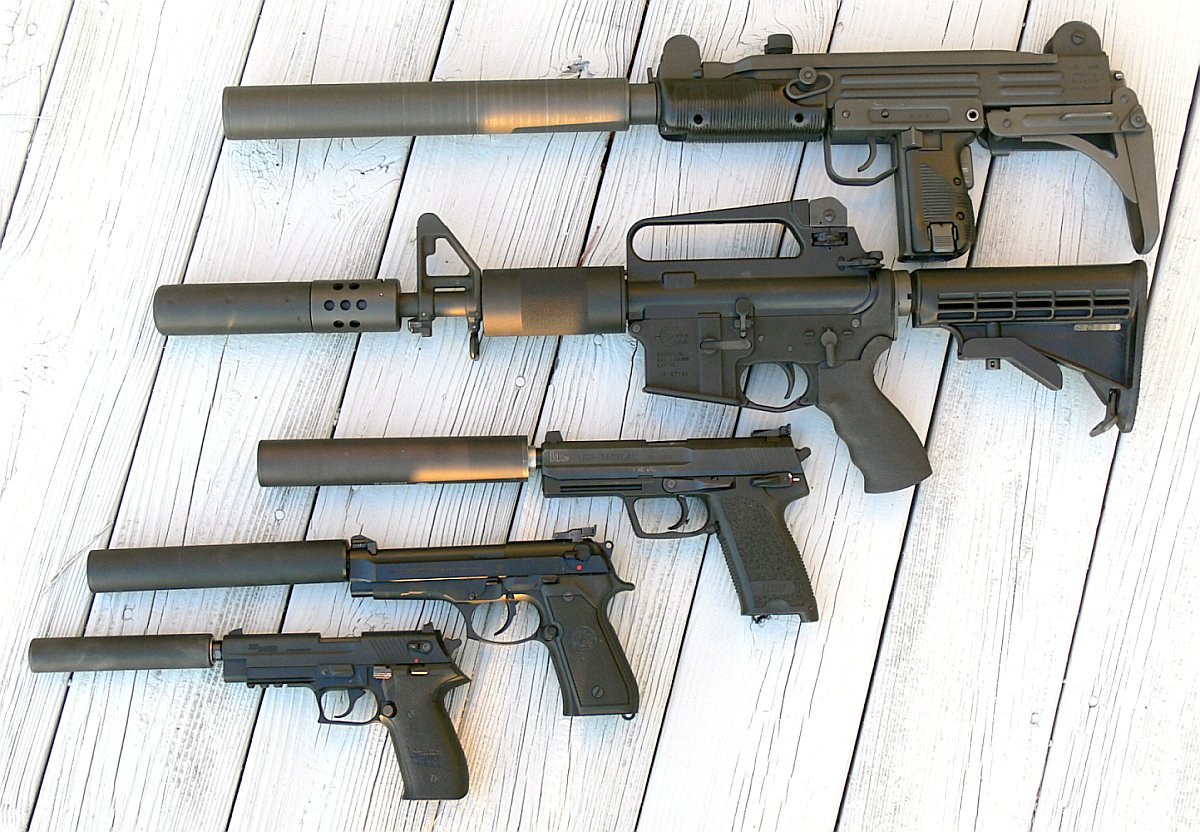
Різновиди глушників на автоматичну зброю. Від верху до низу: пістолет-кулемет Uzi, укорочена штурмова гвинтівка AR-15, пістолети USP Tactical, Beretta 92FS та SIG Mosquito

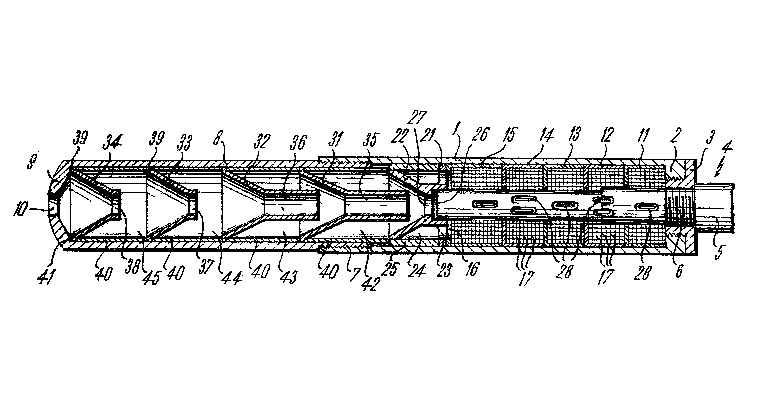
Схематичне зображення пристрою глушника на MP5

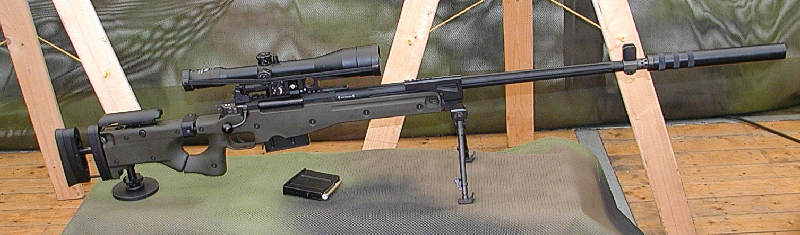
Глушник на снайперську гвинтівку AWM

Глушник (Прилад зниження рівня звуку пострілу (абр. ПЗРЗП), інколи прилад безшумної та безполум'яної стрільби (абр. ПББС)[джерело?], інколи пристосування для безшумної стрільби (абр. ПБС)  — акустичний фільтр, пристрій вогнепальної зброї, що ослабляє звук пострілу і приховує полум'я порохових газів зброї, тим самим запобігаючи демаскуванню стрільця. Кріпиться до ствола зброї або є інтегрованою частиною конструкції зброї. Глушники виробляють і застосовують в основному для легкої стрілецької вогнепальної зброї (пістолети, гвинтівки, автомати, кулемети) та згідно зі законодавством України є складовою частиною зброї. Але існують глушники і для артилерійських систем.